# Ulrike Lohmann

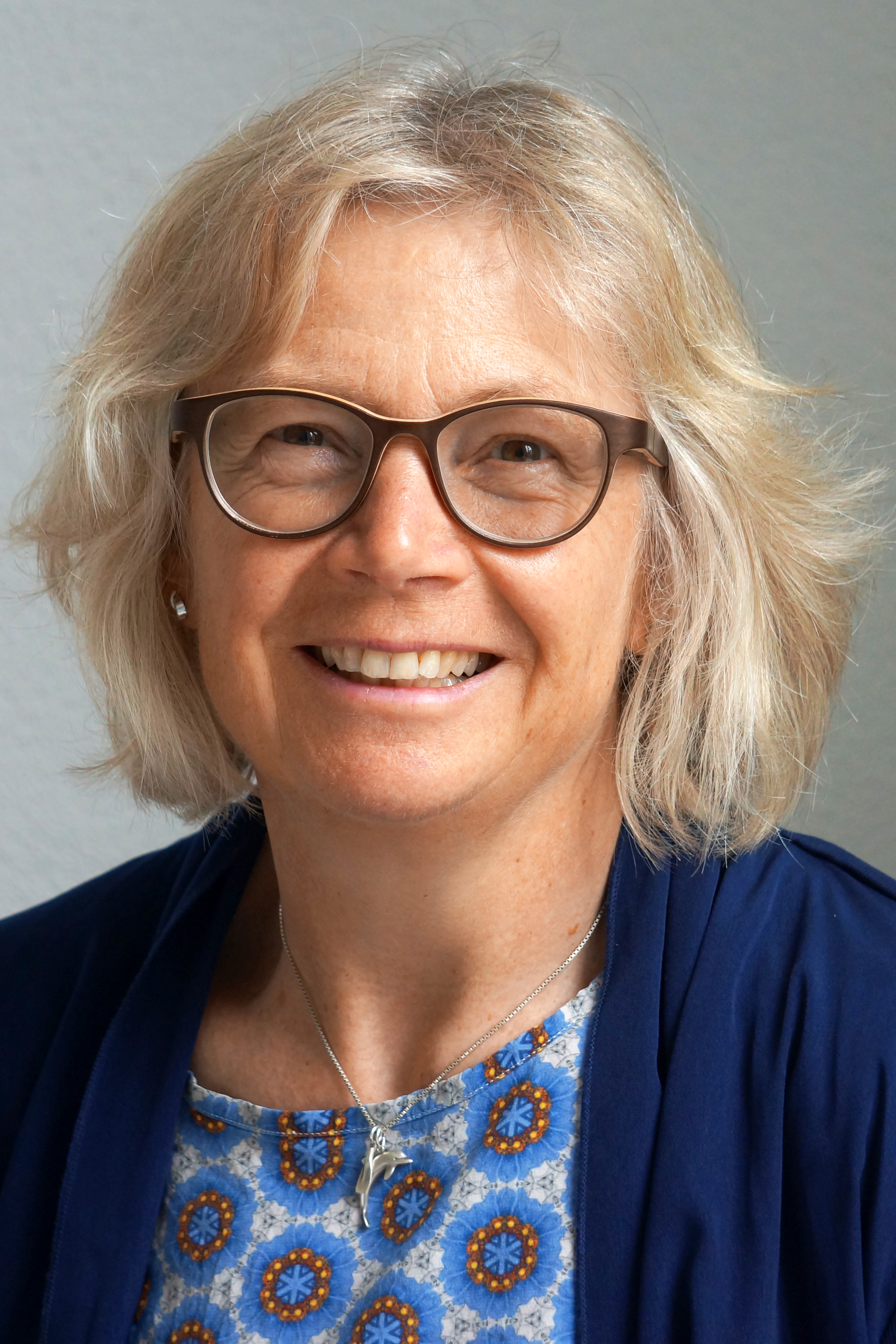
Ulrike Lohmann (2020)

Ulrike Lohmann (geboren 1966 in Berlin) ist eine Klimaforscherin. Sie ist Professorin für Atmosphärenphysik an der ETH Zürich.

## Leben
Lohmann stammt als Tochter einer Lehrerin und eines SPD-Politikers aus Kiel. Sie machte in einem SOS-Kinderdorf in Nigeria ein Freiwilligenjahr. Es folgte ein Studium der Ethnologie und Geografie. Inspiriert von Umweltberichten zum Klimawandel studierte sie von 1988 bis 1993 Meteorologie in Mainz und Hamburg. Sie promovierte 1996 am Max-Planck-Institut für Meteorologie in Hamburg. Sie wirkte zunächst als Assistenz- und außerordentliche Professorin für Atmosphärenwissenschaften an der Dalhousie University in Halifax. Sie ist seit 2004 ordentliche Professorin für Atmosphärenphysik am Institut für Atmosphäre und Klima an der ETH Zürich.
Sie lebt am Zürichsee. Ihre Passion sind Ausdauersport und Rudern.

## Wirken
Lohmann befasst sich mit dem Wechselspiel aus globaler Erwärmung, Aerosolen und Wolkenbildung. Sie fasste ihre Erkenntnisse hierzu einmal wie folgt zusammen: „Wir gehen davon aus, dass es in einem wärmeren Klima weniger tiefe Wolken gibt, dafür mehr hohe. Das hieße, die Wolken hätten unter dem Strich einen wärmenden Effekt.“
Sie befasst sich zudem mit der Möglichkeit des Geoengineerings durch Ausdünnung von Zirruswolken. Sie bewertet derartige Eingriffe jedoch kritisch: „Nach derzeitigem Stand sollte die Zirruswolken-Ausdünnung lediglich als Gedankenexperiment gesehen werden, das dabei hilft, die Bildung der Eiswolken zu verstehen.“
Sie ist eine der Leitautorinnen des Vierten und Fünften Sachstandsberichts des Weltklimarates (IPCC).
Lohmann gehörte 2019 zu den Unterzeichnern einer Stellungnahme zu den Schülerprotesten für Klimaschutz, um auf die Klimakrise aufmerksam zu machen. Sie betont die Bedeutung der Solidarität von Klimaforschern mit der weltweiten Klimastreikbewegung. So sagte sie hierzu einmal: „Wir wissen genug, um auch ein politisches Statement abgeben zu können.“

## Veröffentlichungen (Auswahl)
- U. Lohmann, J. Feichter: Global indirect aerosol effects: a review. In: Atmospheric Chemistry and Physics. Band 5, Nr. 3, 2005, S. 715–737.
- U. Lohmann, B. Gasparini: A cirrus cloud climate dial? In: Science. Band 357, Nr. 6348, 2017, S. 248–249. doi:10.1126/science.aan3325
- T. Storelvmo, T. Leirvik, U. Lohmann, P. C. Phillips, M. Wild: Disentangling greenhouse warming and aerosol cooling to reveal Earth’s climate sensitivity. In: Nature Geoscience. Band 9, Nr. 4, 2016, S. 286. doi:10.1038/ngeo2670

## Auszeichnungen (Auszug)
- 2008: Fellow der American Geophysical Union
- 2018: Ehrendoktorwürde der Universität Stockholm[2]
- 2018: Highly cited researcher by Thomson Reuters[6]
- 2017: Highly cited researcher by Thomson Reuters[7]
- 2016: Highly cited researcher by Thomson Reuters[8]
- 2015: Highly cited researcher by Thomson Reuters[9]
- 2014: Highly cited researcher by Thomson Reuters (top 1% cited papers published 2002-2013)[10]
- 2014: Aufnahme in die Sektion Geowissenschaften als Mitglied (Matrikel-Nr. 7587) in die Nationale Akademie der Wissenschaften Leopoldina
- 2013: Das Goldene Dreirad der ETH Zürich für familienfreundliche Führung[11]